# Carrie Bradshaw
Caroline Marie "Carrie" Bradshaw kitalált szereplő az 1998 és 2004 között sugárzott Szex és New York című HBO sorozatban, a 2008-ban készült filmváltozatban, valamint annak 2010-es folytatásában, a Szex és New York 2.-ben.
Kitalálója Candace Bushnell, a könyvváltozat írója. Carrie Bradshaw divatorientált újságíró. A The New York Star nevű lapnál dolgozik, később viszont a Vogue divatmagazinnak is ír cikkeket. A karakter alakítója Sarah Jessica Parker, aki a sorozat narrátora és koproducere is egyben.

## Személyiség
Senki sem ismeri ki magát jobban a szerelemre éhes New York-i emberek világában, mint Carrie Bradshaw, újságírónő. Rovatához éppúgy felhasználja barátai történeteit, mint saját életének legizgalmasabb pillanatait. A legrázósabb témáktól sem ijed meg, legyen az érzelmi függőség vagy szexuális szabadosság. Soraiban közzéteszi kutatásai eredményét, és a végén mindig megmarad a remény, hogy lehet még szerelem valahol a romok alatt.
Mindig segítőkész, meghallgatja a másikat, ritkán ítélkezik, s ennek köszönhetően a barátnői valamennyien vele vannak a legbizalmasabb viszonyban. Carrie igazi dévaj nő. Okos, érdeklődő, toleráns, törekvő. Folyton pörög, tele van élettel, dinamikus, és annyira összetett személyiség, hogy szinte egyetlen férfi sem érhet fel hozzá.
Mindannyiuk közül Carrie a legjobban divatorientált, stílusa ellenáll minden beskatulyázási kísérletnek. Gardróbjában tengernyi designer divatcuccot találhatunk. A stílusok szabad és kreatív keverésével tudja magát a legjobban kifejezni. "Divatkaméleon". Reggel sportosan néz ki, délben meghökkentő bohém lány, vacsoraidőben elegáns hercegnő, az esti partikra viszont lélegzetelállítóan szűk ruhában érkezik. Minden évszakban leteszi stílusos névjegyét gondosan kiválasztott kiegészítői által. Először a nyaklánc saját nevével, majd a virágos kitűzők, később a bagettre emlékeztető vidám táskák, kesztyűk, félrecsapott sapkák, a kontyba fésült haj, az arany és gyémánt utánzatú Mia and Lizzie bizsuk, és végül, de nem utolsósorban kedvenc cipő designerei, Manolo Blahnik és Jimmy Choo.
Carrie személyisége, a producer Michael Patrick King szerint: Carrie szerepét megírni olyasvalami volt, mintha az ember egyszerre nyitná meg a fejét és a szívét.

## Hol lakik?
Carrie New York Manhattan nevű részén lakik. Pontosabban az Upper East Side-i részen, egy kitalált címen, a Keleti 73. utca 245. szám alatt a Park és a Madison Avenue között. Végig ebben a lakásban él, amelyet a negyedik évadban meg is vásárol.  Az épület, ahol a Carrie háza előtti jeleneteket forgatják azonban egy teljesen más helyen, a Perry Street 64. szám alatt található Manhattan West Village nevű kerületében. Az első mozifilmben készül beköltözni a rendkívül exkluzív Central Park melletti Ötödik sugárút és a Keleti 82. utca sarkán található, Mr. Biggel közös penthouse-ba, a terv viszont az elmaradt esküvő miatt meghiúsul. A pár a második filmben ugyanabban az épületben él, de már egy sokkal szerényebb lakásban. Az is kiderül, hogy Carrie megtartotta korábbi, már-már védjegyévé vált, 73. utcai lakását.

## Kapcsolatok
Carrie párkapcsolatai sokszor bonyolultak, feszültek, a barátnőihez, Charlotte-hoz, Mirandához és Samanthához fűződő viszonya mindig is erős és lüktető volt. 

### Mr. Big
Mindig is Mr. Big volt Carrie számára az igazi. Az is maradt. Most is az, és az is lesz mindig. Már az első rész óta gyűlöli-imádja ezt a sármos férfit. Folyamatosan tartják a kapcsolatot, még az Aiden-korszak alatt is. Carrie ugyanis sohasem tudja őt elfelejteni, és szerencsére Big sem a lányt. Pedig Mr. Big elveszi közben Natashát, aztán hál' isten el is válik tőle (egy Carrie-vel való kaland miatt), majd nyomtalanul eltűnik. Amerika túlsó oldalára utazik. Amikor Carrie-nek komolyra fordul a kapcsolata az orosz művésszel, Alexenderrel, Big utánuk utazik Párizsba, hogy megmondja: Carrie számára az egyetlen. Csupán a sorozat utolsó másodperceiben derül fény valódi nevére, mely nem más, mint John.

### Aidan Shaw
Mr.Big után Aidan dobogtatja meg a szívét egyszerű kétkezi asztalosmunkájával és civilizációtól elzárt nyaralójával. Talán a vele való kapcsolatában döbben rá, hogy az érzelmes, romantikus belső legalább annyit számít, mint a puccos külső. Csak sajnos arra is, hogy irtózik a házasság gondolatától, így Aidan hiába térdel le elé. Pedig még azt is megbocsátotta neki, hogy megcsalta Mr. Biggel.

### Jack Berger
Ez az a viszony, amiben kiderül, milyen ha valaki szembetalálkozik a saját tökéletes másával. Jack Bergernek és Carrie-nek egyforma a humora, a világlátása, a stílusa. De sajnos hasonlóságuk jelenti a kapcsolat halálát is, mert amikor Bergernek kevésbé mennek jól a dolgai szakmai téren, miközben Carrie csillaga felfelé ível, szinte elmenekül a lány életéből. Magyarázat nélkül, egy cetlin szakít Carrie-vel.

### Alexandr Petrovsky
Alexandr Petrovsky új távlatokat nyitott Carrie életében. Olyannyira, hogy egy időre még New Yorkot is otthagyta a férfi kedvéért, és Párizsba költözött vele, hogy megkezdje európai életét. Végül amikor Big rátalált, úgy döntött visszatér vele imádott városába.

## Carrie sorozatzáró monológja
Aznap az emberi kapcsolatokról elmélkedtem. Vannak olyanok, amelyek új távlatokat nyitnak meg; olyanok, melyeket megszoktunk és szeretünk... ez jó; aztán, amik egy csomó kérdést vetnek fel. Vannak, amelyek váratlan fordulatot vesznek; és vannak, amelyek messze visznek onnan, ahonnan indultunk. Sőt, olyanok is, amelyek visszahoznak. De mind közül a legizgalmasabb és legfontosabb az, amit saját magunkkal tartunk fenn. És ha megtaláltuk azt, aki viszont szeret minket… hát… az egyszerűen csodálatos.

## Fordítás
- Ez a szócikk részben vagy egészben az Carrie Bradshaw című angol Wikipédia-szócikk fordításán alapul.  Az eredeti cikk szerkesztőit annak laptörténete sorolja fel. Ez a jelzés csupán a megfogalmazás eredetét és a szerzői jogokat jelzi, nem szolgál a cikkben szereplő információk forrásmegjelöléseként.